# امگکچیل (شهرستان نارین)
امگکچیل (به لاتین: Emgekchil) یک روستا در قرقیزستان است که در شهرستان نارین واقع شده‌است. امگکچیل ۳٬۳۵۳ نفر جمعیت دارد و ۲٬۳۸۲ متر بالاتر از سطح دریا واقع شده‌است.